# Typhlodromips shi
Typhlodromips shi är en spindeldjursart som först beskrevs av Pritchard och Baker 1962.  Typhlodromips shi ingår i släktet Typhlodromips och familjen Phytoseiidae. Inga underarter finns listade i Catalogue of Life.